# Paula Quinteros
Paula Quinteros (Argentina, 1980) és una periodista i empresària argentina i espanyola. És la CEO de The Objective Media, l'empresa que gestiona The Objective i de El Estímulo Media.

## Biografia
Quinteros va començar la seva carrera a Veneçuela com a columnista al Setmanari Quinto Dia, va presentar programes de televisió a Televen i Globovisión, a més de conduir el programa de ràdio de política i filosofia Moleiro i Associados a Onda, La Superestación. Posteriorment va presentar, juntament amb Iván Loscher, el programa de tall cultural Dirección IP. Abans de fer 30 anys decideix no estar més al capdavant dels micròfons i dedicar-se a gestionar de mitjans de comunicació, segons va declarar al Diario Tal Cual en una conversa amb Teodoro Petkoff.
L'any 2004, amb el seu marit Juan Pablo Raba i l'inversor Meyer Malka, funda la revista Clímax, publicació especialitzada en cultura i investigació periodística. Clímax ha estat guardonada el 2017 i el 2018 amb el premi a l'Excel·lència Periodística de la Societat Interamericana de Premsa (SIP). Es va divorciar de Raba el 2007.
Alhora de la seva trajectòria amb El Estímulo, l'any 2014 Quinteros adquireix la majoria accionarial de The Objective Media i, el 2022, The Objective és reconegut com a Millor mitjà generalista a Espanya, pel Club Obert d'Editors (CLABE).